# Epimedium setosum
Epimedium setosum là một loài thực vật có hoa trong họ Hoàng mộc. Loài này được Koidz. mô tả khoa học đầu tiên năm 1932.